# Renzo Merusi
Renzo Merusi (Collecchio, 1º novembre 1914 – Roma, 29 gennaio 1996) è stato un attore e regista italiano.

## Filmografia

### Regista e sceneggiatore
- La figlia di Mata Hari (1954)
- Apocalisse sul fiume giallo (1960)
- Deserto di fuoco (1970)

### Sceneggiatore
- I bastardi (Né de père inconnu), regia di Maurice Cloche (1950)

### Attore
- Lotte nell'ombra, regia di Domenico Gambino (1938)
- Traversata nera, regia di Domenico Gambino (1939)
- Forse eri tu l'amore, regia di Gennaro Righelli (1939)
- La reggia sul fiume, regia di Alberto Salvi (1940)
- Amiamoci così, regia di Giorgio Simonelli (1940)
- Un marito per il mese d'aprile, regia di Giorgio Simonelli (1941)
- Con le donne non si scherza, regia di Giorgio Simonelli (1941)
- Una signora dell'Ovest, regia di Carl Koch (1942)
- Il treno crociato, regia di Carlo Campogalliani (1943)
- Sinfonia fatale (When in Rome), regia di Victor Stoloff (1946)
- Voglio bene soltanto a te!, regia di Giuseppe Fatigati (1946)
- I bastardi (Né de père inconnu), regia di Maurice Cloche (1950)